# 核心局
核心局（日语：／ kī kyoku ?）是日本商業廣播業界行話，指電視聯播網或廣播聯播網中位於首都東京都的放送局（廣播台，此指電視台或廣播電台），亦常以和製英語詞彙稱呼。其中，電視的核心局總共有5家，因此又被合稱為「在京民放5局」或「在京5局」（民放指民間放送，即商業廣播）。各大聯播網的大部份聯播節目，均由核心局製作。英語圈也有類似概念，稱為「旗艦台」（英語：Flagship / Flagship station）。
除了核心局之外，各聯播網在大阪、名古屋的成員台也有一定地位，並負責製作部分聯播節目，分別被稱為「在阪準核心局」以及「在名廣域局」。TXN聯播網在大阪、名古屋的成員台（大阪電視台、愛知電視台）因並非廣域電視台，因此有時不被視為準核心局或廣域局。

## 核心局、在阪準核心局、在名準核心局列表
| 種類                       | 聯播網  | 核心局（東京・關東廣域圈）    | 在阪準核心局（大阪・近畿廣域圈）                    | 在名廣域局（名古屋・中京廣域圈） | 備註    |
| -------------------------- | ------- | ----------------------------- | --------------------------------------------------- | -------------------------------- | ------- |
| 無線電視 （5大商業電視網） | NNN/NNS | 日本電視台（NTV・AX）         | 讀賣電視台（ytv）                                   | 中京電視台（CTV）                | [ * 1 ] |
| 無線電視 （5大商業電視網） | ANN     | 朝日電視台（EX）              | 朝日放送電視台（ABC）                               | 名古屋電視台（NBN）              | [ * 2 ] |
| 無線電視 （5大商業電視網） | JNN     | TBS電視台（TBS）              | 每日放送（MBS）                                     | CBC電視台（CBC）                 | [ * 2 ] |
| 無線電視 （5大商業電視網） | TXN     | 東京電視台（TX）              | 大阪電視台（TVO）                                   | 愛知電視台（TVA）                | [ * 3 ] |
| 無線電視 （5大商業電視網） | FNN/FNS | 富士電視台（CX）              | 關西電視台（KTV）                                   | 東海電視台（THK）                | [ * 4 ] |
| AM電台廣播                 | NRN     | 日本放送（LF） 文化放送（QR） | 大阪放送（OBC） 每日放送（MBS） 朝日放送電台（ABC） | 東海電台（SF）                   | [ * 5 ] |
| AM電台廣播                 | JRN     | TBS電台（TBS R）              | 每日放送（MBS） 朝日放送電台（ABC）                 | CBC電台                          | [ * 5 ] |
| FM電台廣播                 | JFN     | FM東京（TOKYO FM）            | FM大阪（FM OSAKA）                                  | FM愛知（FM AICHI）               | [ * 6 ] |
| FM電台廣播                 | JFL     | J-WAVE                        | FM802                                               | ZIP-FM                           | [ * 7 ] |
| FM電台廣播                 | MegaNet | InterFM                       | FM COCOLO                                           | Radio NEO                        | [ * 8 ] |

1. ↑  一般節目的供給由NNS負責。
2. 1 2  1975年3月30日之前，JNN的準核心局是朝日放送，ANN的準核心局是每日放送。
3. ↑  TVO・TVA是縣域台。
4. ↑  一般節目的供給由FNS負責。
5. 1 2  由於核心局掌管全部內容，嚴格上不存在準核心局。另外MBS・ABC是跨網台。
6. ↑  各局均為縣域局。
7. ↑  各局均為縣域局。JFL未設有核心局（事實上的幹事局是J-WAVE）。廣播網關係亦不緊密，僅交流資訊和部分節目。
8. ↑  各台的播出地區均是各廣域圈內的外語廣播地區。廣播網關係亦不緊密，僅交流資訊和部分節目。

## 關聯條目
- 日本電視廣播
- 日本民間放送聯盟
- 準核心局（日语：準キー局）
- 幹事局（日语：UHFアニメ#幹事局）
- 基幹局（日语：基幹局）
- 地方局（日语：ローカル局）
- 跨媒體所有權（日语：クロスオーナーシップ (メディア)）

### 書目
- - ISBN 4798009873